# Плужница (гмина)
Плужница (пол. Płużnica) — сельская гмина (волость) в Польше, входит как административная единица в Вомбжезненский повет, Куявско-Поморское воеводство. Население — 5026 человек (на 2004 год).

## Сельские округа
1. Бонгарт
2. Белявы
3. Блендово
4. Чапле
5. Домбрувка
6. Юзефково
7. Котново
8. Нова-Весь-Крулевска
9. Острово
10. Плонхавы
11. Плужница
12. Пулько
13. Учёнж
14. Вевюрки
15. Вельдзондз

## Прочие поселения
1. Бартошевице
2. Дзялово
3. Горынь
4. Мгово
5. Орлово

## Соседние гмины
1. Гмина Хелмжа
2. Гмина Хелмно
3. Гмина Грудзёндз
4. Гмина Лисево
5. Гмина Радзынь-Хелминьски
6. Гмина Вомбжезьно